# Le Pré-Saint-Gervais
Le Pré-Saint-Gervais ist eine französische Gemeinde mit 16.733 Einwohnern (Stand 1. Januar 2022) im Département Seine-Saint-Denis an der nordöstlichen Stadtgrenze von Paris. Die Entfernung zum Zentrum der Hauptstadt beträgt etwa fünf Kilometer. Die Einwohner werden Gervaisiens genannt; sie nennen die Gemeinde meistens einfach nur le Pré.

## Bevölkerungsentwicklung
| Jahr      | 1793   | 1821   | 1931   | 1962   | 1968   | 1975   |
| --------- | ------ | ------ | ------ | ------ | ------ | ------ |
| Einwohner | 460    | 223    | 15.258 | 13.302 | 14.772 | 13.271 |
|           |        |        |        |        |        |        |
| Jahr      | 1982   | 1990   | 1999   | 2009   | 2018   |        |
| Einwohner | 13.078 | 15.373 | 16.377 | 18.121 | 17.485 |        |

## Wirtschaft und Verkehr
Die Gemeinde zählt rund 450 privatwirtschaftliche Betriebe.
Die Haltestelle Pré Saint-Gervais ist die Endstation der Métrolinie 7bis der Pariser Nahverkehrsgesellschaft RATP, die auch für den örtlichen Busverkehr und die Straßenbahn zuständig ist. Trotz des Namens liegen die Metrostation, wie auch der benachbarte Parc de la Butte-du-Chapeau-Rouge noch innerhalb der Stadtgrenzen von Paris, im 19. Arrondissement, einige hundert Meter von der Stadtgrenze zu Le Pré-Saint-Gervais entfernt.
Nördlich von Le Pré-Saint-Gervais verläuft die Métrolinie 5.
An der Grenze von Le Pré-Saint-Gervais zur Stadt Paris im Westen der Gemeinde verläuft der Boulevard périphérique.

## Baudenkmäler
Siehe: Liste der Monuments historiques in Le Pré-Saint-Gervais

## Städtepartnerschaft
Seit dem 21. Juni 1970 existiert eine Städtepartnerschaft mit Giengen an der Brenz in Baden-Württemberg.

## In Le-Pré geboren
- Louis Wagner (1882–1960), Autorennfahrer